# تولباغية
التولباغية (الاسم العلمي: Tulbaghia) هي جنس من النباتات يتبع الفصيلة النرجسية من رتبة الهليونيات. سمي هذا الجنس تكريماً لرايك تولباغ (بالإنجليزية: Ryk Tulbagh)‏ (1699-1771) الذي كان حاكماً لرأس الرجاء الصالح.

## أنواع التولباغية
- تولباغية اعتدالية (الاسم العلمي:Tulbaghia aequinoctialis)
- تولباغية بنفسجية (الاسم العلمي:Tulbaghia violacea)
- تولباغية بيضاء (الاسم العلمي:Tulbaghia leucantha)
- تولباغية ترانسفالية (الاسم العلمي:Tulbaghia transvaalensis)
- تولباغية ثومية (الاسم العلمي:Tulbaghia alliacea)
- تولباغية جبلية (الاسم العلمي:Tulbaghia montana)
- تولباغية حادة الفلقات (الاسم العلمي:Tulbaghia acutiloba)
- تولباغية رأس الرجاء (الاسم العلمي:Tulbaghia capensis)
- تولباغية رفيعة (الاسم العلمي:Tulbaghia tenuior)
- تولباغية فريسية (الاسم العلمي:Tulbaghia friesii)
- تولباغية قليلة الأزهار (الاسم العلمي:Tulbaghia pauciflora)
- تولباغية كاميرونية (الاسم العلمي:Tulbaghia cameronii)
- تولباغية كبير الثمار (الاسم العلمي:Tulbaghia macrocarpa)
- تولباغية كلسية (الاسم العلمي:Tulbaghia calcarea)
- تولباغية كودية (الاسم العلمي:Tulbaghia coddii)
- تولباغية متدلية (الاسم العلمي:Tulbaghia nutans)
- تولباغية منحنية (الاسم العلمي:Tulbaghia cernua)
- تولباغية نتالية (الاسم العلمي:Tulbaghia natalensis)
- (الاسم العلمي:Tulbaghia bragae)
- (الاسم العلمي:Tulbaghia cominsii)
- (الاسم العلمي:Tulbaghia dregeana)
- (الاسم العلمي:Tulbaghia galpinii)
- (الاسم العلمي:Tulbaghia hypoxidea)
- (الاسم العلمي:Tulbaghia ludwigiana)
- (الاسم العلمي:Tulbaghia luebbertiana)
- (الاسم العلمي:Tulbaghia pretoriensis)
- (الاسم العلمي:Tulbaghia rhodesica)
- (الاسم العلمي:Tulbaghia simmleri)
- (الاسم العلمي:Tulbaghia verdoornia)